# Ferdinand Jäger (Sänger, 1874)
Wilhelm Albert Ferdinand Jäger (* 19. Januar 1871 in Dresden; † 12. Januar 1954 in Goisern) war ein deutscher Sänger (Bariton).

## Leben
Geboren als Sohn des Sängers Ferdinand Jäger und der Sängerin Aurelie Wilczek, besuchte Jäger später das Gymnasium in Wien. Er studierte zwei Semester Maschinenbau, hierauf vier Semester Medizin, entschloss sich jedoch, das Studium ganz aufzugeben und sich der Bühnenlaufbahn zuzuwenden. Während seines Studiums wurde er 1890 Mitglied der Burschenschaft Olympia. 1893 trug er in Neudörfel ein Pistolenduell mit dem Schriftsteller Hermann Bahr aus.
Nachdem er von seinem Vater die entsprechende gesangliche Ausbildung erhalten und vor dem Generalmusikdirektor Felix Mottl Probe gesungen hatte, wurde er im Herbst 1897 von diesem ans Hoftheater nach Karlsruhe engagiert. Gastspiele führten ihn 1900 an die Wiener Hofoper und das Hoftheater Wiesbaden, 1901 an das Hoftheater Mannheim. Danach war er als Konzertsänger tätig, bis 1909 hauptsächlich in Wien. Danach zog er in die USA, wo er in New York und Boston als Professor für Gesang tätig war. Vor 1914 ging er nach Europa zurück und kämpfte im Ersten Weltkrieg als Leutnant und später als Kompanieführer im Bayerischen Landsturm-Bataillon Landshut, mit dem er unter anderem in den Vogesen war.
Nach dem Ersten Weltkrieg war als Konzert- und Opernsänger in München tätig. 1921 zog er nach Wien, wo er seine kranke Mutter pflegte. Er wurde Sekretär im Wiener Konzerthaus und engagierte sich für die Theodor-Streicher-Gemeinde. Im Zusammenhang mit einer Depression verlor er 1942 seine Stelle und lebte von einer kleinen Pension. Er erhielt Unterstützung von seinen Freunden. Später zog er nach Hallstatt und dann nach Goisern, wo er zurückgezogen lebte und schließlich starb.
Seine Schwester war die Schauspielerin Elsa Jäger.

## Ehrungen
- Eisernes Kreuz II. Klasse
- Bayerischer Militärverdienstorden 4. Klasse mit Schwertern